# Stadtsparkasse Meiningen
Die Stadtsparkasse Meiningen war die städtische Sparkasse für die ehemalige Residenzstadt von Sachsen-Meiningen und spätere Kreisstadt Meiningen in Südthüringen. 1940 fusionierte sie mit der Kreissparkasse Meiningen.

## Geschichte
Die Städtische Sparkasse Meiningen wurde am 1. April 1826 gegründet. Seit 1822 gab es in der Haupt- und Residenzstadt das Bestreben zur Errichtung einer städtischen Sparkasse. Gemäß Verfügung des sachsen-meiningschen Herzogs Bernhard II. vom 22. September 1825 soll die Sparkasse als „zweckmäßiges Mittel zur Minderung von Armut, insbesondere zur Verhütung des Armwerden“ dienen. Am 14. März 1826 erschien die Verordnung zur Errichtung einer Sparkasse in der Residenzstadt Meiningen (Nr. 13 des Registerblattes 1826).
Die Sparkasse war zunächst im Rathaus angesiedelt und kam 1836 unter städtische Verwaltung. Die Spareinlagen stiegen von 407 Talern im Jahr 1926 auf 10.204 Taler im Jahr 1846 und 15.788 Taler im Jahr 1874. Nach Einführung der Mark betrugen die Spareinlagen 36.637 (1875), 138.000 (1886), 305.956 (1903) und 1.402.700 im Jahr 1917. 1916 löste sich die Sparkasse auf Initiative von Oberbürgermeister Hermann Keßler vom Rathausbetrieb und zog direkt neben dem Rathaus in das ehemalige Heerdmannsche Haus am Marktplatz, das sie 1929 grundhaft modernisierte. Im Jahr 1923 eröffnete die Sparkasse in Bibra (Grabfeld) eine Filiale und übernahm die Stadtsparkasse Wasungen, die sie als Filiale weiterführte. Nach der Hyperinflation der Papiermark betrug 1924 die Spareinlage 700.315 der neuen Reichsmark. 1940 fusionierte die Städtische Sparkasse mit der Kreissparkasse Meiningen. 1945 wurde das Sparkassengebäude bei einem Luftangriff zerstört.